# Jean Michel Prosper Guérin
Pour les articles homonymes, voir Guérin.
Jean Michel Prosper Guérin, dit Prosper Guérin, né le 23 mars 1838 à Paris et mort le 28 septembre 1917 à Magny-Fouchard (Aube), est un artiste-peintre français.

## Biographie
Jean Michel Prosper Guérin est le fils de Jean Pierre Philibert Guérin et de Sophie Julienne Renault. 
Étudiant à l'École des beaux-arts de Paris, il est l'élève d'Hippolyte Flandrin, de Dumas et de Cornu. Il expose au Salon de Paris de 1867 à 1869, il y est médaillé en 1867.
Il est nommé professeur de dessin d'imitation pour les élèves de classes préparatoires et de philosophie du collège Stanislas de Paris en 1873 ; il exercera son professorat pendant près de trente ans. La même année, il épouse à Paris Mathilde Marie Mélanie Dubois. Il est parfois cité à tort comme le père du peintre Charles Guérin (1875-1939).

## Œuvres
On cite de lui[réf. nécessaire] : Avant la fête de Bacchus, Les Danaïdes, Sainte Marie Égyptienne, Les Amours de Thétis et Pelée, œuvres non localisées.
- Sainte Cécile mourante entend un concert céleste (salon de 1869)

### Collections publiques
- Agar dans le désert, 1867, Alençon, musée des beaux-arts et de la dentelle[4]
- La Pietà, 1868, Mirecourt, lycée Jean-Baptiste-Villaume[5]. Exposée au Salon de 1868, déposé en 1874 dans la chapelle de l'école normale de Mirecourt, le tableau est transféré en 1884 dans la bibliothèque de l'école[6]. L'école normale est remplacée par un lycée d'État (lycée Jean-Baptiste-Villaume) en 1972, le tableau est alors remisé au grenier.

## Galerie

Œuvres de Jean Michel Prosper Guérin
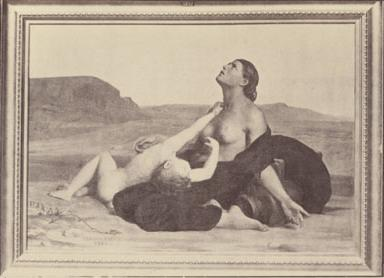
Agar dans le désert (1867), Alençon, musée des beaux-arts et de la dentelle.